# Gemini Planet Imager
Gemini Planet Imager (GPI) — научный инструмент, представляющий собой высококонтрастную камеру, созданный для Обсерватории Джемини в Чили. Инструмент позволяет достичь высокого контраста на малых угловых расстояниях, позволяя прямое наблюдение и спектроскопию интегрального поля экзопланет вокруг ближайших звёзд.

## Характеристики
Gemini Planet Imager установлен на телескопе Gemini South Telescope, расположенном в Серро Пачон, Чили. Он был запущен в ноябре 2013 года, и начал регулярные наблюдения в ноябре 2014 года. Его конструкция позволяет прямо наблюдать молодые газовые гиганты по их инфракрасному излучению. Его поле видимости находится в ближнем инфракрасном диапазоне (полосы Y — K), где экзопланеты обладают достаточной яркостью, а тепловое излучение земной атмосферы минимально.
Камера состоит из множества компонентов, включая высокоточную систему адаптивной оптики, коронограф, калибровочный интерферометр, и спектрограф интегрального поля. Система адаптивной оптики, изготовленная LLNL, использует микроэлектромеханические деформируемые зеркала от Boston Micromachines Corporation для исправления искажений вызванных атмосферой и оптикой телескопа. Коронограф, изготовленный AMNH, исключает свет наблюдаемой звезды, что является необходимым условием наблюдения её значительно более тусклых спутников. До установки GPI на телескоп Gemini South необходимо было испытать коронограф, воспроизведя условия, идентичные экспериментальным, в которых он должен был использоваться. Перестраиваемый лазер компании Photon etc. был использован в качестве тестового источника и помог определить, что на своей максимально эффективной длине волны, камера может обнаружить планету лишь слегка массивнее Юпитера на орбите аналогичной Солнцу звезды возрастом в 100 млн лет. Спектрограф, сконструированный UCLA и Монреальским университетом, получает изображения и спектры любого обнаруженного спутника звезды, со спектральным разрешенеим 34 — 83, в зависимости от длины волны. При проектировке ожидалось, что характеристики инструмента позволят обнаружение маломассивных компаньонов звезд до одной десятимиллионной от яркости их родительской звезды, на угловом разрешении приблизительно 0,2 — 1 угловой секунды, вплоть до 23 звёздной величины в Н-полосе инфракрасного диапазона.

## Научные цели
К моменту начала работ над инструментом, методы обнаружения экзопланет были малопригодны для обнаружения планет, находящихся на сходных с газовыми гигантами солнечной системы расстояниях до родительской звезды, дальше чем 5 астрономических единиц. Обзоры использующие метод радиальных скоростей требовали наблюдение звезды на протяжении как минимум одного оборота предполагаемого тела вокруг неё, что может составить более 30 лет для планеты, находящейся на таком же расстоянии от светила, как Сатурн. Существовавшие системы адаптивной оптики были неэффективны на малых угловых разрешениях, ограничивая бо́льшую полуось их орбиты значениями, большими чем 30 а.е. Высокий контраст камеры Gemini Planet Imager на малых угловых разрешениях позволяет ей находить газовые гиганты с большими полуосями от 5 до 30 а.е.
Gemini Planet Imager наиболее эффективен для обнаружения молодых газовых гигантов, возрастом от 1 млн до 1 млрд лет. Причиной является то, что молодые планеты сохраняют тепло, полученное в процессе их формирования, и остывают достаточно медленно. Пока планета всё ещё горяча, она остаётся яркой в инфракрасном диапазоне, и благодаря этому более заметной для детекторов. Этот эффект ограничивает работу GPI молодыми целевыми объектами, но позволяет ему получать информацию о процессах формирования газовых гигантов. В частности, спектрограф позволяет определять температуру и гравитацию на поверхности, что предоставляет информацию о атмосферах и тепловой эволюции газовых гигантов.
Кроме выполнения своей основной задачи — получения прямых изображений экзопланет, GPI может использоваться для изучения протопланетных, транзитных, и остаточных дисков вокруг молодых звёзд, предоставляя данные для изучения процессов формирования планетных систем. Способ использованный для получения изображения околозвёздных дисков называется поляризационно-дифференциальное наблюдение (polarization differential imaging). Другая сфера применения инструмента это изучение объектов солнечной системы с высоким пространственным разрешением и высоким соотношением Штреля. Астероиды и их спутники, луны Юпитера и Сатурна, Урана и Нептуна являются хорошими целями для GPI. Кроме того, в качестве попутных научных результатов, могут проводиться исследования потери массы у старых звёзд через выбросы.

## Коллаборация
В коллаборации по проектированию и постройке инструмента участвовали следующие организации:
- Американский музей естественной истории (AMNH),
- Институт Данлопа,
- Обсерватория Джемини,
- Астрофизический институт имени Херцберга[англ.] (HIA),
- Лаборатория реактивного движения,
- Ливерморская национальная лаборатория (LLNL),
- Обсерватория Лоуэлла, Институт SETI,
- Институт исследований космоса с помощью космического телескопа (STSCI),
- Монреальский университет,
- Калифорнийский университет в Беркли,
- Калифорнийский университет в Лос-Анджелесе (UCLA),
- Калифорнийский университет в Санта-Крузе (UCSC),
- Университет Джорджии.

## Достижения
Планета 51 Эридана b стала первой открытой с помощью Gemini Planet Imager экзопланетой. Она в миллион раз более тусклая чем её родительская звезда и продемонстрировала наивысшие показатели содержания метана в атмосфере из всех обнаруженных на тот момент экзопланет, что дало дополнительную информацию об истории формирования планеты.